# Fonds des services de santé
Le Fonds des services de santé (FSS, anciennement appelé fonds des services hospitaliers de 1976 à 1978 puis fonds de l'assurance-maladie jusqu'en 1981) est depuis 1976 un fonds spécial géré par le gouvernement du Québec qui est destiné au financement des services de santé. 
Même s'il est distinct du fonds général du revenu, le fonds des services de santé n'est pas classé comme un fonds spécial aux fins de la comptabilité gouvernementale et ses résultats financiers sont groupés avec le fonds général dans les comptes publics même s'il est désigné fonds spécial dans la Loi sur la Régie de l’assurance maladie du Québec.
Lors de l'année fiscale terminée le 31 mars 2022 le FSS a permis de financer les services de santé à hauteur de 9,16 milliards de dollars ; ce qui en faisait la 3e plus importante source de financement après la contribution du gouvernement du Québec (30,45 milliards) et les transferts du gouvernement du Canada (12,64 milliards principalement par le Transfert canadien en matière de santé).

## Historique

### 1970–1976: Instauration d'une contribution
Le 29 avril 1969, le ministre des Finances Paul Dozois annonce une réforme de l'assurance-maladie au Québec dans son discours sur le budget. Le ministre indique que son parti, l'Union nationale, s'était en effet engagé aux élections de 1966 à mettre en place un régime d'assurance-maladie géré par une régie autonome. Pour assurer le financement de cette mesure le ministre annonce l'instauration d'une nouvelle contribution appliquée:
- Aux particuliers ayant un revenu supérieur à 2 000 $ (4 000 $ si en couple) à un taux de 0,8 % de leur revenu net à concurrence de 125 $[6];
- Aux employeurs à un taux de 0,8 % de leur masse salariale[7].

En 1973 l'exemption pour les particuliers est haussée à 2 500 $ (5 000 $ si en couple).
Le gouvernement du Canada refuse de régler sa contribution en tant qu'employeur. À la suite d'un accord intervenu avec le gouvernement du Québec en 1978, le gouvernement fédéral et les sociétés d'État fédérales acceptent de se soumettre aux dispositions de la contribution et de régler de façon rétroactive leurs cotisations dues depuis 1975. En contrepartie le gouvernement du Québec modifie certaines de ses taxes indirectes et abandonne le recouvrement des contributions du gouvernement et des sociétés fédérales pour les années 1971 à 1974 conformément à l'entente signée.

### Depuis 1976: Financement par fonds spéciaux

#### 1976–1978: création du fonds des services hospitaliers (FSH)
Le premier fonds spécial de financement, dénommé fonds des services hospitaliers est mis en place le 30 juin 1976. À cette occasion la contribution est rehaussée :
- À 1,2 % en 1976 puis 1,5 % à partir de 1977 du revenu net excédant l'exemption (3 700 $ ou 5 600 $ si en couple) pour les particuliers, à concurrence de 235 $[11];
- Pour les employeurs à 1,5 % de leur masse salariale versée à partir du 1er juin 1976[note 1],[13].

Dès lors le ministère du Revenu, qui perçoit les cotisations des particuliers et employeurs, est tenu de remettre 8⁄15 des fonds à la Régie de l'assurance-maladie (RAMQ) et le solde (7⁄15) au fonds des services hospitaliers (FSH),.
En pratique, malgré son statut de fonds spécial, les opérations du FSH sont confondues avec le fonds général du revenu dans les comptes publics.

#### 1978–1981: fonds de l'assurance-maladie (FAM)
Le FSH est abrogé le 1er janvier 1978 et immédiatement remplacé par le fonds de l'assurance-maladie (FAM).
Contrairement au FSH, l'intégralité de la contribution est remise au FAM et une nouvelle disposition prévoit que le gouvernement du Québec doit renflouer le fonds – si ses dépenses excèdent les contributions perçues – à même le fonds général du revenu.
La contribution pour les particuliers est intégralement supprimée, seule subsiste la contribution des employeurs égale à 1,5 % de leur masse salariale. La contribution des employeurs est déductible du revenu net aux fins de l'impôt sur les sociétés, ce qui a pour effet de faire supporter une partie du financement sur le gouvernement fédéral, comme le reconnaît Jacques Parizeau en 1978.

#### Depuis 1981: fonds des services de santé (FSS)
Le 10 mars 1981, le ministre des Finances Jacques Parizeau annonce une réforme du financement de la santé dans son discours sur le budget:
- Le FAM est aboli le 1er avril 1981 et est remplacé par le fonds des services de santé (FSS) qui finance toujours l'assurance-maladie mais également une partie de l'assurance-hospitalisation[22] ;
- Le taux de cotisation pour les salaires versés après le 31 mars 1981 est doublé et passe à 3 %[note 4],[24] ;
- La moitié de la contribution est affectée au financement de l'assurance-maladie, l'autre au financement du ministère des Affaires sociales ;
- La réforme annoncée devait générer 508 millions de dollars de nouveaux revenus, somme tenant compte du fait que la contribution au FSS est déductible aux fins de l'impôt des sociétés.

Le taux de cotisation au FSS pour les employeurs est relevé plusieurs fois à partir de la fin des années 1980. Le taux statutaire est inchangé mais une surtaxe est instaurée et régulièrement haussée :
- Une première hausse est effective le 1er mai 1986 lorsqu'une surtaxe de 7,25 % est imposée (le taux effectif passe donc de 3 à 3,2175 %) ;
- La surtaxe est haussée à 12 % à partir du 16 mai 1989 (le taux effectif passe à 3,36 %) ;
- La surtaxe est haussée à 15 % à partir du 27 avril 1990 (le taux effectif passe à 3,45 %)[25];
- La surtaxe est abandonnée et le taux est haussé à 3,75 % le 1er septembre 1991 à la suite d'une annonce faite au budget 1991 en mai 1991. La hausse devait intervenir le 1er janvier 1992 initialement[26] ;
- Le taux est haussé une dernière fois lors du budget 1995 à 4,26 % à partir du 10 mai 1995[27].

Le 20 mai 1993, le ministre des Finances Gérard D. Levesque annonce que la quasi-totalité des revenus (sauf, notamment, les revenus d'emplois et les pensions alimentaires) perçus par les particuliers feront l'objet d'une cotisation au FSS payable au moment de la production de la déclaration de revenus. La mesure est appliquée à partir du 1er janvier 1993. La cotisation est calculée comme suit,:
- Aucune cotisation n'est calculée sur les premiers 5 000 $ de revenus ;
- 1 % des revenus au-dessus de 5 000 $, à concurrence de 150 $ et ;
- 1 % des revenus au-dessus de 40 000 $ sans que la cotisation n'excède 1 000 $.

Une réduction d'impôt de 20 % est instaurée au moment de la mise en place de la cotisation. La réduction est supprimée en 2005 lorsque le régime unifié d'imposition est mis en place mais le montant payé est inclus dans le calcul du montant complémentaire au montant de base.
Les pensions de sécurité de la vieillesse sont exclues de l'assiette de calcul de la cotisation dès 1994,.

## Financement
Le FSS est principalement financé par des cotisations versés par les employeurs situés au Québec. Les particuliers résidents au Québec doivent également verser des contributions sur certains types de revenus (les revenus d'emploi étant notamment exonérés). Cette cotisation est calculée et perçue lors de la déclaration annuelle des revenus. Ces deux cotisations sont perçues par Revenu Québec.
Le gouvernement du Québec est lui-même assujetti à la contribution au FSS à titre d'employeur.